# 5. Armee (Wehrmacht)
La 5. Armee fu un'armata dell'esercito tedesco, attiva durante la seconda guerra mondiale che venne creata nel 1939 e schierata prima sulla linea Sigfrido e poi in Polonia, dove fu ribattezzata nella 18. Armee, nel maggio 1940.

## Storia
L'armata fu costituita il 25 agosto 1939 e fu schierata con l'Heersgruppe C, per proteggere il confine sul Reno, lungo la linea Sigfrido, nell'area di Treviri. Il 13 ottobre 1939, l'alto comando dell'armata fu riorganizzata e trasferito in Polonia, come forza di occupazione. Il 15 maggio 1940 fu ribattezzata 18. Armee.

## Ordine di battaglia
- VI. Armeekorps
- V. Armeekorps
- 227. Infanterie-Division[1]

## Comandanti
- General der Infanterie Curt Liebmann (25 agosto 1939 - 15 maggio 1940)[1]